# 森知子
森 知子（もり ともこ、1980年6月12日 - ）は、日本の元タレント、元モデル。神奈川県藤沢市出身。ホリプロ、舞夢プロに所属していた。
身長は156cm、スリーサイズはB70-W53-H80。血液型はA型。

## 略歴
藤沢市立湘洋中学校卒業・湘南工科大学附属高等学校卒業。
1998年12月4日、バラエティ番組『DAIBAッテキ!!』（フジテレビ）のオーディションに合格し、女性アイドルグループ・チェキッ娘のメンバーとなる（チェキッ娘ID015）。翌1999年、同じチェキッ娘の五十嵐恵、熊切あさ美とともにアイドルユニット・METAMOを結成。チェキッ娘時代は、『元気～もりもりっともぉ～』というセリフも話題となる。
同年11月3日にチェキッ娘を卒業した後は、五十嵐、熊切とともにホリプロに所属し、METAMO（2002年3月31日に解散）の一員としての活動の他、ソロでもDVDをリリースするなど活動を続けた。
2002年、ギュラに所属事務所を移籍。モデルとしての活動のほか、『スカイハイ』にも出演した。
2005年、ファンサイトにて芸能活動の休止を報告。
2006年、舞夢プロに所属し、芸能活動を再開した。
2007年5月、結婚。挙式の際にはくまきりら元メンバーが勢ぞろいした。
その後再び芸能界から退き、現在はOL。2009年9月30日に第1子（男児）出産、2011年10月19日に第2子（男児）出産。2009年8月30日にお台場合衆国の合衆国スタジアムで行われた『チェキッ娘ライブ〜再会』では、当時妊娠中ながらも、歌以外のコーナーに出演した。

## 出演
※単独での出演

### テレビ
- スカイハイ2（テレビ朝日） - 2004年2月6日放送（第4話）

METAMOとしての出演は、METAMO#出演の節を参照。

## 作品

### DVD
- tomo （ポニーキャニオン、2000年11月15日）（同タイトルのVHSも同時発売）

## エピソード
デビュー前に「ウンナンの気分は上々。」にて南原清隆がモスバーガーでアルバイト体験をしたエピソードの回で、一緒にアルバイトをしていた。
後のお歳暮ワインを贈る企画で再び登場し、ワインを受け取っている。